# Торомка
Торо́мка (рос. Торомка) — присілок у складі Таборинського району Свердловської області. Входить до складу Таборинського сільського поселення.
Населення — 48 осіб (2010, 73 у 2002).
Національний склад населення станом на 2002 рік: росіяни — 100 %.